# Cuno von Oldershausen
Cuno Freiherr von Oldershausen (* 10. September 1843 in Oldershausen; † 22. Juni 1914 ebenda) war Rittergutsbesitzer, Offizier und Mitglied des Deutschen Reichstags.

## Leben
Oldershausen war der Sohn von Burchard von Oldershausen und besuchte die Klosterschule Ilfeld. Danach diente er im Königlich Hannoverschen Garde de loyer als Lieutenant. Er widmete sich der Bewirtschaftung des Familienstammsitzes Schloss Oldershausen, welches er durch einen Seitenflügel, Portal, Terrasse und weiträumigen Vorhof erweiterte.
Zwischen 1884 und 1887 war er Mitglied des Deutschen Reichstages für die Deutsch-Hannoversche Partei und den Wahlkreis Provinz Hannover 11 (Einbeck, Northeim, Osterode am Harz, Uslar).